# Хилбертово пространство
Хилбертово пространство (ХП) е понятие в математиката обобщаващо Евклидовото пространство. Наречено е на Давид Хилберт, който пръв въвежда концепцията за безкрайномерно Евклидово пространство през 1909 г.
Хилбертовото пространство разширява методите на векторната алгебра от двумерната равнина и тримерното пространство към многомерните пространства.
Ако трябва да го дефинираме с по-строги математически термини, Хилбертовото пространство е векторно пространство, в което разстоянията и ъглите могат да бъдат измерени и което е пълно. Тоест за всяка редица от вектори на Коши съществува граница в пространството.
В общия случай ХП е безкрайномерно, линейно, векторно пространство над полето на комплексните числа {\displaystyle \textstyle {\mathbb {C} }} със скаларно произведение, относно което то е пълно.
Пространствата на Хилберт се използват широко в математиката и във физиката. Те са изключително важен инструмент в теорията на частните диференциални уравнения, квантовата механика и обработката на сигнали. Благодарение на тази теория са достигнати много успехи в областта на функционалния анализ.
Геометрическата интуиция играе важна роля в много от насоките на Хилбертовото пространство. Елемент от Хилбертово пространство може да бъде еднозначно зададен посредством координатите спрямо ортонормирана координатна система, по аналогия с декартовите координати в равнината. Когато базовата координатна система е безкрайна, това означава че Хилбертовото пространство е безкрайна последователност от квадратни суми. Линейните оператори в Хилбертово пространство са съвсем конкретни обекти. В най-добрите случаи те са трансформации, които разширяват пространството с даден фактор във взаимно перпендикулярни посоки.

## Дефиниция и примери
Пространство на Хилберт е реално или комплексно векторно пространство, което е пълно и в което нормата се определя от скаларното произведение {\displaystyle \langle \cdot ,\cdot \rangle } посредством формулата:
{\displaystyle \|x\|={\sqrt {\langle x,x\rangle }}}.

## Събиране
Две Хилбертови пространства H1 и H2 могат да бъдат комбинирани в едно общо Хилбертово пространство, наричано директна ортогонална сума и обозначавано като:
{\displaystyle H_{1}\oplus H_{2}},
състоящо се от множеството от всички подредени двойки (x1, x2) където xi ∈ Hi, i = 1,2, и скаларното произведение
{\displaystyle \langle (x_{1},x_{2}),(y_{1},y_{2})\rangle _{H_{1}\oplus H_{2}}=\langle x_{1},y_{1}\rangle _{H_{1}}+\langle x_{2},y_{2}\rangle _{H_{2}}}.
Най-общо ако Hi е фамилия от Хилбертови пространства индексирани по i ∈ I, тогава директната сума от Hi се означава като:
{\displaystyle \bigoplus _{i\in I}H_{i}}
състояща се от множеството от всички индексирани фамилии
{\displaystyle x=(x_{i}\in H_{i}|i\in I)\in \prod _{i\in I}H_{i}}
от Декартови произведения от Hi, такива че
{\displaystyle \sum _{i\in I}\|x_{i}\|^{2}<\infty }.
Скаларно произведение се нарича
{\displaystyle \langle x,y\rangle =\sum _{i\in I}\langle x_{i},y_{i}\rangle _{H_{i}}}.
Всяко от пространствата Hi е включено като затворено подпространство в директните суми на всички Hi.
Нещо повече, пространствата Hi са взаимно ортогонални.